# Zachary Leader
Zachary Leader (geboren 1. Dezember 1946 in New York City) ist ein US-amerikanischer Literaturwissenschaftler, der in England lehrt.

## Leben
Zachary Leader ist ein Sohn des Filmregisseurs Anton Leader. Er studierte Literatur an der Northwestern University, am Trinity College, Cambridge und an der Harvard University, wo er 1977 promoviert wurde.
Er lehrte zunächst in Harvard, in Trinity Hall und am Downing College, Cambridge und ab 1977 an der University of Roehampton in London, wo er zum Professor für englische Literatur avancierte.
Leader gab 2001 die Briefe von Kingsley Amis heraus und 2006 eine Biografie des Dichters. Die Biografie stand 2008 auf der Shortlist des Pulitzer Prize für Biografie. 2015 erschien der erste Band seiner zweibändigen Biografie von Saul Bellow. Leader ist  Herausgeber der „Oxford History of Life-Writing“, die auf sieben Bände angelegt ist.
Leader war Fellow bei Guggenheim, bei der Leverhulme-Stiftung und bei der British Academy. Er ist Mitglied der Royal Society of Literature.

## Schriften (Auswahl)
- Reading Blake's Songs. London : Routledge and Kegan Paul, 1981
- Writer's Block. Baltimore: The Johns Hopkins University Press, 1991
- Revision and Romantic Authorship. Oxford : Clarendon Press, 1996
- mit Ian Haywood: Romantic Period Writings 1798-1832: An Anthology. London : Routledge, 1999
- (Hrsg.): The Letters of Kingsley Amis. London : HarperCollins, 2000
- (Hrsg.): On Modern British Fiction. Oxford : Oxford University Press, 2002
- mit M. O’Neill: Percy Bysshe Shelley: The Major Works. Oxford : Oxford University Press, 2003
- The Life of Kingsley Amis. New York : Random House, 2006
- (Hrsg.): The Movement Reconsidered: Essays on Larkin, Amis, Gunn, Davie and Their Contemporaries. Oxford : Oxford University Press, 2008
- The Life of Saul Bellow: To Fame and Fortune, 1915-1964. London : Jonathan Cape, 2015
- (Hrsg.): On Life-Writing. Oxford : Oxford University Press, 2015
- The Life of Saul Bellow: Love and Strife, 1965-2005. London : Jonathan Cape, 2018